# Чепелюк Володимир Миколайович
Володи́мир Микола́йович Чепелю́к (нар.14 травня 1992, с. М'якоти — пом.3 липня 2014, м. Миколаївка) — сержант 80-ї окремої аеромобільної бригади Збройних сил України, учасник російсько-української війни.

## Біографія
Володимир Миколайович народився 14 травня 1992 року в селі М'якоти, Ізяславського району, Хмельницької області (Україна). Мав ще сестру та брата. Після дев'ятого класу, вступив до Острозького обласного ліцею з посиленою військово-фізичною підготовкою. Закінчив у 2009 році. 2011 року призваний на строкову військову службу — проходив у 80-й окремій аеромобільній бригаді (ВЧ А-0284), Львів. Продовжив військову службу за контрактом — на посаді старшини 1-ї роти 1-го батальйону.
З перших днів антитерористичної операції — у зоні її проведення.
3 липня 2014 року близько 15:45, рухаючись на БТРі, зазнав смертельного поранення під час виконання бойового завдання біля міста Миколаївка Слов'янського району — внаслідок вибуху гранати, випущеної з РПГ терористом, котрий перебував на даху будинку.
6 липня 2014-го більш як тисяча осіб у селі М'якіт проводжали в останню путь героя.

## Нагороди та вшанування
- 8 серпня 2014 року — за особисту мужність та героїзм, виявлені у захисті державного суверенітету та територіальної цілісності України, вірність військовій присязі під час російсько-української війни, Указом Президента України № 640/2014 Чепелюк Володимир Миколайович нагороджений орденом «За мужність» III ступеня (посмертно).
- 14 травня 2015 року в М'якотівській ЗОШ відкрито меморіальну дошку Олександру Мамлаю та Володимиру Чепелюку.
- 6 жовтня 2017 року біля Миколаївки, на місці загибелі воїна встановлено пам'ятний знак[1].
- відзнака Командира 80-ї ОДШБр (посмертно)
- Почесний громадянин Ізяславського району (рішення тринадцятої сесії Ізяславської районної ради сьомого скликання від 23 лютого 2018 року № 21)
- медаль ВГО «Країна» «За визволення Слов'янська» (посмертно)